# 厄林殺機
《厄林殺機》（英語：He's Out There）是一部2018年美国砍杀电影，由丹尼·伊理塔迪斯执导，迈克·斯坎内尔（Mike Scannell）编剧。影片主演有伊凡·史漢基、安娜·普尼奥夫斯基（Anna Pniowsky）、阿比盖尔·普尼奥夫斯基（Abigail Pniowsky）、瑞安·麦克唐纳（Ryan McDonald）和贾斯汀·布鲁宁（Justin Bruening）。本片于2018年9月14日由Vertical Entertainment发行。

## 剧情
劳拉带着两个年幼的女儿凯拉和麦迪森前往一个偏远的湖边小屋度假，而她的丈夫肖恩计划稍后抵达。当地居民欧文告诉他们，之前住在这栋房子的一家人有个儿子名叫约翰，但他失踪了。与此同时，在加油站，肖恩给女儿们买了一个音乐盒。
在户外玩耍时，凯拉和麦迪森发现一条长长的红色绳子，沿着它来到森林深处的一场“茶话会”。桌子上摆放着两块纸杯蛋糕，麦迪森吃了一块，而凯拉则留着她的那块，打算带给肖恩。当天晚上，麦迪森突然生病，呕吐出一条带有“你好”字样的小丝带。凯拉告诉劳拉关于纸杯蛋糕的事情，劳拉检查了凯拉留下的那块，发现里面也藏着一条丝带，上面写着“再见”。
劳拉试图拨打911报警，但发现座机电话已被切断。随后，她听到楼上传来奇怪的声音，便跑到车里寻找手机，却在后座发现了一个陌生的玩偶。她赶紧带着女儿们逃离，但在行驶途中，汽车的两个轮胎突然脱落，导致车辆失控撞毁。
回到屋内后，劳拉发现一张家庭合影，但除了她自己的脸，其他人的脸都被划掉了。这时，她们看到一个身穿黑衣、戴着面具的男子站在外面，此人正是约翰。与此同时，肖恩抵达湖边小屋，拨通劳拉的手机，却听到电话那头传来约翰沉重的呼吸声。随后，肖恩沿着一条红色绳索进入森林，发现一群人形模特围绕着茶话会的布景。突然，约翰现身，用斧头杀死了肖恩。
屋内不断传来奇怪的声音。约翰利用录音播放肖恩的声音，引诱劳拉走出房子。此时，肖恩的尸体突然从屋顶垂落，双眼被挖空。房屋的电源随之被切断，劳拉和孩子们赶紧跑到户外，却发现有几个看起来像她们的玩偶——一个女性玩偶被绳索吊起，而儿童玩偶则坐在秋千上。此时，鸡蛋从四周飞来砸向她们，她们慌忙躲回屋内。随后，那个女性玩偶被人从窗外扔进了屋内。劳拉让两个女儿藏在楼上的壁橱里，而她则冒险去肖恩的尸体上取回车钥匙。与此同时，欧文来到小屋，听到屋内的动静后在外巡视，看到了站在窗边敲玻璃的劳拉。然而，约翰突然出现，用斧头杀死了欧文。
劳拉在厨房发现了那个玩偶，看到一本被改动过的故事书，里面的手绘页面描绘了约翰谋杀所有人的计划。就在她们准备再次逃离时，约翰突然破门而入，抓住了劳拉。凯拉拿起一把厨房刀准备反抗。然而，约翰播放了一首儿童歌曲，诱使凯拉和麦迪森以为是肖恩在外面，于是她们跑向肖恩的车。她们在车后座发现了一些礼物，看到母亲被绑住、嘴巴被封住，关在车的后备箱里。约翰挥舞着斧头砍向劳拉的身体，随后驾驶汽车冲向女孩们，迫使她们逃回房子。
约翰找到躲在床下的凯拉和麦迪森，他告诉她们害怕是正常的，自我介绍说自己叫约翰。他声称自己是在这座房子里长大的，在每年的家庭度假时一直默默跟踪劳拉一家。他神秘地谈论着那本故事书的重要性，表示自己小时候经常阅读它。随后，他掀翻床铺，将两姐妹击昏带走。
清晨，肖恩的眼睛和手臂已被安装到了模特上。劳拉依然活着，而约翰拔出了刺在她身上的斧头。他带着昏迷的姐妹来到森林中的人偶祭坛，准备用女孩的身体部位替换木质玩偶的部分。然而，当他准备砍下其中一个女孩的手臂时，突然听到音乐盒的声音。他走去查看，发现劳拉已经恢复了意识，利用音乐盒分散他的注意力，随后用斧头攻击他，使其倒地。两人扭打在一起，最终劳拉奋力反击，将他刺伤在背部。凯拉和麦迪森成功与母亲团聚。劳拉带着女儿们上了肖恩的车，她看到约翰仍倒在地上，背上插着斧头。她驾驶汽车逃离，但引擎突然熄火。她努力重新启动引擎，最终成功驶离。然而，当她们回头看时，发现约翰的尸体已经消失了。

## 演员
- 伊凡·史漢基[1] 饰 劳拉，肖恩的妻子，凯拉和麦迪森的母亲
- 安娜·普尼奥夫斯基（Anna Pniowsky）[2] 饰 凯拉，劳拉和肖恩的女儿，麦迪森的姐姐
- 阿比盖尔·普尼奥夫斯基（Abigail Pniowsky）[2] 饰 麦迪森，劳拉和肖恩的女儿，凯拉的妹妹
- 贾斯汀·布鲁宁（Justin Bruening）[2] 饰 肖恩，劳拉的丈夫，凯拉和麦迪森的父亲
- 朱利安·贝利（Julian Bailey）[2] 饰 欧文（Owen），劳拉的邻居
- 瑞安·麦克唐纳（Ryan McDonald）[2] 饰 约翰（John），戴面具的神秘男子
- 斯蒂芬妮·科斯塔（Stephanie Costa） 饰 店员

## 制作
2016年3月11日，幕寶電影公司聘请丹尼·伊理塔迪斯执导恐怖惊悚片《厄林殺機》，影片剧本由迈克·斯坎内尔（Mike Scannell）编写，由Unbroken Pictures公司的布莱恩·伯蒂诺（Bryan Bertino）和艾德里安·比德尔（Adrienne Biddle）担任制片人。2016年6月22日，伊凡·史漢基加盟该片，饰演一位母亲，她必须为自己和两个女儿的生命而战。
本片的主体拍摄工作于2016年7月29日在加拿大魁北克省蒙特利尔的洛朗蒂德区正式启动。

## 发行
最初，幕寶電影公司拥有该片的发行权，但后来放弃。随后，该片被Vertical Entertainment收购。电影于2018年9月14日正式上映。